# Phasia nasalis
Phasia nasalis är en tvåvingeart som först beskrevs av Mario Bezzi 1908.  Phasia nasalis ingår i släktet Phasia och familjen parasitflugor. Inga underarter finns listade i Catalogue of Life.